# Mahiljoŭs voblast
Mahiljoŭs voblast (ryska: Mogiljov) är ett län (voblasts) i Belarus. Huvudort är Mahiljoŭ.

## Historia
Guvernementet kom under 1300-talet till Litauen och sedermera till Polen. Under Stora nordiska kriget genomströvades området av svenska trupper och blev bland annat skådeplats för slaget vid Holowczyn och slaget vid Lesna 1708. Staden Mahiljou ockuperades också av svenska trupper samma år.
Vid Polens första delning 1772 annekterades området av Ryska imperiet, där det blev Guvernementet Mogiljov, vilket ingick i det judiska bosättningsområdet i Ryska imperiet. Vid Sovjetunionens bildade 1922 blev guvernementet en del av Vitryska SSR och länet bildades 1938. Under andra världskriget hamnade länet under nazitysk ockupation 1941-44 och den del av länets judiska befolkning som inte hunnit fly mördades på plats av nazistiska Einsatzgruppen.
Ungefär 35 procent av regionens yta förorenades av radioaktivt nedfall efter Tjernobylolyckan i april 1986.

## Näringsliv
Länet är ett av Belarus viktigaste industriella centrum och det är också rikt på naturtillgångar.